# Ист Термополис (Вајоминг)
Ист Термополис (енгл. East Thermopolis) град је у америчкој савезној држави Вајоминг.

## Демографија
По попису из 2010. године број становника је 254, што је 20 (-7,3%) становника мање него 2000. године.
| Група             | 2000.       | 2010.       |
| Белци             | 248 (90,5%) | 237 (93,3%) |
| Афроамериканци    | 1 (0,4%)    | 2 (0,8%)    |
| Азијати           | 0 (0,0%)    | 0 (0,0%)    |
| Хиспаноамериканци | 10 (3,6%)   | 2 (0,8%)    |
| Укупно            | 274         | 254         |